# What the World Needs Now (Glee)
What the World Needs Now er den sjette episode af den sjette sæson af den amerikanske musikalske tv-serie Glee , og den 114. overordnede set. Episoden blev skrevet af Michael Hitchcock, instrueret af Barbara Brown, og første gang sendt den 6. februar 2015 på Fox i USA.
Episoden handler om, at Mercedes Jones vender tilbage til McKinley High, for at hjælpe Rachel Berry med New Directions, og samtidig overbevise hende om, at forsøge at vende tilbage til New York for at være på Broadway. I mellemtiden, forbereder Santana Lopez og Brittany Pierce deres bryllup. Brittany forsøger at reparere forholdet mellem Santana og hendes bedstemor.

## Plot
Sam Evans (Chord Overstreet) og Rachel Berry (Lea Michele) har nogle akavet møder, da de indser, at de er begyndt at have følelser for hinanden på grundlag af deres tidligere møder, men Sam har også stadig følelser for sin tidligere kæreste Mercedes Jones (Amber Riley). I mellemtiden, diskuterer Brittany Pierce (Heather Morris) hendes bryllup med Santana Lopez (Naya Rivera) med sine forældre Pierce (Ken Jeong) og Whitney (Jennifer Coolidge). De afslører overfor hende, at Brittanys rigtige far er Stephen Hawking, hvilket forklarer hendes ekstreme intelligens. Rachel og Kurt Hummel (Chris Colfer) giver New Directions-medlemmerne Kitty Wilde (Becca Tobin), Spencer Porter (Marshall Williams), Jane Hayward (Samantha Marie Ware), Roderick (Noah Guthrie), Mason McCarthy (Billy Lewis Jr.) og Madison McCarthy (Laura Dreyfuss) (med følgeskab af de tidligere kormedlemmer, Santana, og Artie Abrams (Kevin McHale)) deres opgave, som er at synge sange komponeret af Burt Bacharach, og de har brugt Mercedes' hjælp. Mercedes forsøger også at overbevise Rachel om, at hun skal fortsætte sit forhold til Sam, hvor Mercedes samtidig informere hende om en audition til en ny forestilling i New York. Men Rachel er stadig bange på grund af hendes tidligere fiaskoer, og er ikke sikker på, hun vil til audition. Mercedes spørger de mandlige medlemmer af New Directions sammen med Blaine Anderson (Darren Criss) om at hjælpe hende med, at overbevise Rachel.
Brittany beder Artie om, at være hendes bryllupsplanlægger og han accepterer, da de er enige om et tema som er "himlen". Da Brittany og Santana gennem går en invitationliste til brylluppet, er Santana tøvende over at invitere hendes bedstemor, Alma (Ivonne Coll), fordi Alma har underkendt Santana lige siden hun sprang ud, som lesbisk/biseksuel (som set i episoden "I Kissed a Girl"). Brittany fungerer som sygeplejerske for Alma og begynder at opbygge et venskab med hende, fortæller hende, at hun er forlovet, men fortæller ikke hvem hendes forlovede er. 
Brittany får Alma til at blive vist på hendes webcastshow og oplyser, hvor vigtigt det er at have familie med til et bryllup. Sam fortæller Mercedes at han stadig har følelser for hende, men Mercedes fortæller ham, at de kun skal være venner, og at han skulle forfølge Rachel. Rachel beslutter sig endelig for at tage til New York, for at tage til audition. Brittany indbyder Alma til at deltage i en performance, hvor hun afslører, at Santana er hendes forlovede, men Almas forbehold er for stærk, og hun afviser deres forlovelse. New Directions-medlemmerne, både gamle og nye, fejrer sammen med Will Schuester (Matthew Morrison), Brittany og Santanas kærlighed.

## Produktion
Ken Jeong og Jennifer Coolidge gæsteoptrædener som Brittanys forældre, Pierce og Whitney. Ivonne Coll gentog hendes rolle som Alma Lopez, bedstemor til Santana Lopez.
Tilbagevendende tilbagevendende figurer, der vises i episoden omfatter Heather Morris som Brittany Pierce, Naya Rivera som Santana Lopez, Becca Tobin som Kitty Wilde, Samantha Marie Ware som Jane Hayward, Noah Guthrie som Roderick, Marshall Williams som Spencer Porter , Billy Lewis Jr. som Mason McCarthy og Laura Dreyfuss som Madison McCarthy .
Episoden har otte musikalske coverversioner. Al musik fra denne episode blev skrevet og / eller komponeret af Burt Bacharach . "I'll Never Fall in Love Again" af Dionne Warwick blev sunget af Michele og Overstreet. "Baby It's You" af The Shirelles blev sunget af Riley med Michele, Morris og Rivera. "Wishin' and Hopin'" af Dionne Warwick blev sunget af Morris, McHale, Criss og Overstreet. "Arthur's Theme (Best That You Can Do)" af Christopher Cross blev sunget af Criss, McHale, Williams, Guthrie, Lewis Jr., Overstreet, og Colfer. "(They Long to Be) Close to You" af The Carpenters blev sunget af Overstreet. "Promises, Promises" fra musicalen Promises, Promises blev sunget af Michele.  "Alfie" af Cilla Black blev sunget af Rivera. "What the World Needs Now Is Love" af Jackie DeShannon blev sunget af alle de førnævnte kunstnere og Morrison, med undtagelse af Morris og Rivera.

## Modtagelse

### Vurderinger
Episoden blev set af 1.580.000 amerikanske seere og modtog en bedømmelse på 0,5 ud af 2 af de voksne mellem 18-49.

### Kritisk respons
Lauren Hoffman fra Vulture tænkte at "forestillingerne er temmelig flade", men kommenterede senere at "det føles som et par korte uger fra nu, selv efter at vi har sagt farvel til disse figurer, vil de stadig eksistere på hinandens sofaer, grine og synge i en glad bunke."

## Eksterne links
- What the World Needs Now på Internet Movie Database (engelsk)
- What the World Needs Now hos TV.com (engelsk)